# Марія Меліта Гогенлое-Лангенбурзька
Марія Меліта Гогенлое-Лангенбурзька, повне ім'я Марія Меліта Леопольдіна Вікторія Феодора Александра Софія (нім. Marie Melita zu Hohenlohe-Langenburg, 18 січня 1899 — 8 листопада 1967) — принцеса Гогенлое-Лангенбурзька з роду Гогенлое, донька князя Гогенлое-Лангенбурзького Ернста II та британської принцеси Александри, дружина герцога Шлезвіг-Гольштейнського Вільгельма Фрідріха.

## Біографія
Марія Меліта народилась 18 січня 1899 року у Лангенбурзі. Вона була другою дитиною та першою донькою в родині принца Ернста Гогенлое-Лангенбурзького та його дружини Александри Саксен-Кобург-Готської. В сім'ї вже зростав син Готтфрід. Згодом народились молодші діти: Александра, Ірма та Альфред, що помер немовлям. Головою родини в цей час був їхній дід Герман.

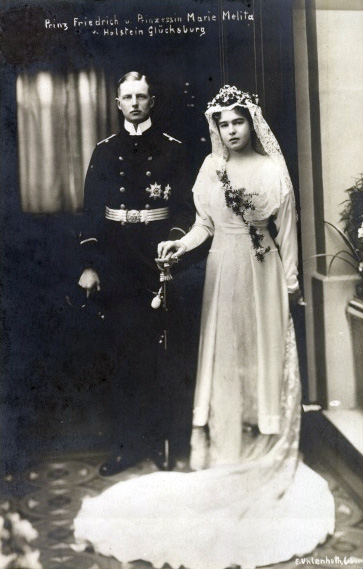
Із чоловіком в день весілля

Коли Марії Меліті було чотирнадцять, батько став правителем країни.
У 17 років принцесу пошлюбів її троюрідний брат Вільгельм Фрідріх Шлезвіг-Гольштейн-Зондербург-Глюксбурзький, єдиний син герцога Фрідріха Фердинанда. Весілля відбулося 5 лютого 1916 року в Кобурзі. У подружжя народилося четверо дітей.
У 1934 році її чоловік успадкував титул герцога Шлезвіг-Гольштейну.
Помер він невдовзі після 49-ї річниці їхнього весілля, 10 лютого 1965 року. Марія Меліта пережила його на два з половиною роки та пішла з життя 8 листопада 1967 року в Мюнхені. Похована на родинному цвинтарі Луїзенлунда, поруч із ним та дітьми.

## Родина
Чоловік — Вільгельм Фрідріх, герцог Шлезвіг-Гольштейнський
Діти:
- Ганс Альбрехт (1917—1944) — спадкоємець батьківського титулу, помер від ран, отриманих в бою на території Польщі під час Другої світової, одружений не був, дітей не мав;
- Вільгельм Альфред (1919—1926) помер у 6-річному віці;
- Фрідріх Ернст Петер (1922—1980) — наступний герцог Шлезвіг-Гольштейнський у 1965—1980 роках, був одружений з принцесою Марією Алісою Шаумбург-Ліппською, мав двох синів та двох доньок;
- Марія Александра (1927—2000) — дружина американця Дугласа Бартона-Міллера, дітей не мала.